# Zhang Xueliang
Zhang Xueliang (13. juni 1901 - 14. oktober 2001) var en kinesisk politiker og krigsherre. Han var søn af den manchuriske krigsherre Zhang Zuolin og blev ofte kaldt den "unge marskalk".
Efter faderens død 1928 overtog han dennes stilling som militærguvernør og diktator over Manchuriet med Mukden som residensstad. Til forskel fra faderen var han mindre villig til at medvirke ved Japans politik og valgte i 1928 at lade Manchuriet slutte sig til det nye republikanske regering i Nanking og blev medlem i rigets højeste råd. I 1931 invaderedes Manchuriet af Japan, og Zhang Xueliang blev af Chiang Kai-shek tvunget til at opgive landet uden modstand.
Han fik til opgave at knuse kommunisterne i det nordvestlige Kina men valgte i stedet at samarbejde med dem for at fordrive japanerne fra Kina og Manchuriet, og i 1936 lod han Chiang Kai-shek tage til fange for at tvinge denne til kamp mod Japan. Efter, at Chiang Kai-shek var blevet frigiviet, lod han imidlertid Zhang arrestere og dømme til 10 års fængsel. Dommen forvandledes senere til "50 års streng overvågning".
Den første tid af sin husarrest tilbragte han i Chiang Kai-sheks hjemby Xikou, hvor han udviklede et venskab med dennes søn Chiang Ching-kuo. Da kommunisterne vandt den kinesiske borgerkrig i 1949, fulgte han med nationalistregeringen til Taiwan. I 1990 blev han frigivet fra sit fængsel og flyttede til Hawaii med sin hustru, mens Sotheby's solgte hans kunstsamling for flere millioner dollar.